# Clash City Rockers
Clash City Rockers – czwarty singel zespołu The Clash wydany 17 lutego 1978 przez firmę CBS.

## Lista utworów
1. Clash City Rockers – 3:55
2. Jail Guitar Doors – 3:05

## Muzycy
- Joe Strummer – wokal, gitara
- Mick Jones – gitara, wokal
- Paul Simonon – gitara basowa
- Topper Headon – perkusja